# Ständige Konferenz der ukrainisch-orthodoxen Bischöfe außerhalb der Ukraine
Die Ständige Konferenz der ukrainisch-orthodoxen Bischöfe außerhalb der Ukraine ist das Koordinierungsgremium für die Aktivitäten der kanonisch-ukrainisch-orthodoxen Strukturen in der Diaspora, die alle in die Zuständigkeit des Ökumenischen Patriarchats fallen. Die Konferenz richtet regelmäßig Botschaften an ukrainisch-orthodoxe Emigranten, engagiert sich für die Unterstützung der Ukraine im Ausland und unterstützt die Bedürfnisse der Ukrainer im Ökumenischen Patriarchat, wobei sie insbesondere eine wichtige Rolle bei der Bereitstellung von Autokephalie für die orthodoxe Kirche der Ukraine spielt.

## Geschichte
Seit dem 19. Jahrhundert entstanden in den USA und in Europa erste orthodoxe Kirchengemeinden von ukrainischen Auswanderern.
1947 gründete sich die Ukrainische Autokephale Orthodoxe Kirche in Deutschland und anderen Ländern nach dem Verbot der Kirche in der Sowjetunion.
Von 1995 bis 1998 trennten sich die ausländischen Eparchien von der Ukrainischen Autokephalen Kirche und unterstelltem sich dem Ökumenischen Patriarchat von Konstantinopel.

## Kirchen und Eparchien
- Ukrainische Orthodoxe Kirche in den USA[1]
- Ukrainische Orthodoxe Kirche in Kanada[2]
- Ukrainische Autokephale Orthodoxe Kirche in der Diaspora[3]  mit Exarchaten in Großbritannien, Australien und Westeuropa. In Deutschland gehören Gemeinden in Düsseldorf, Ingolstadt, Krefeld, München und Neu-Ulm zu ihr.